# Oasi Bojo della Ferriana
L'Oasi Bojo della Ferriana, citata anche come Boj della Ferriana, è un'oasi di protezione della fauna e flora selvatica che si trova nei pressi di Concadirame, frazione del comune di Rovigo, nell'omonima provincia.

## Territorio

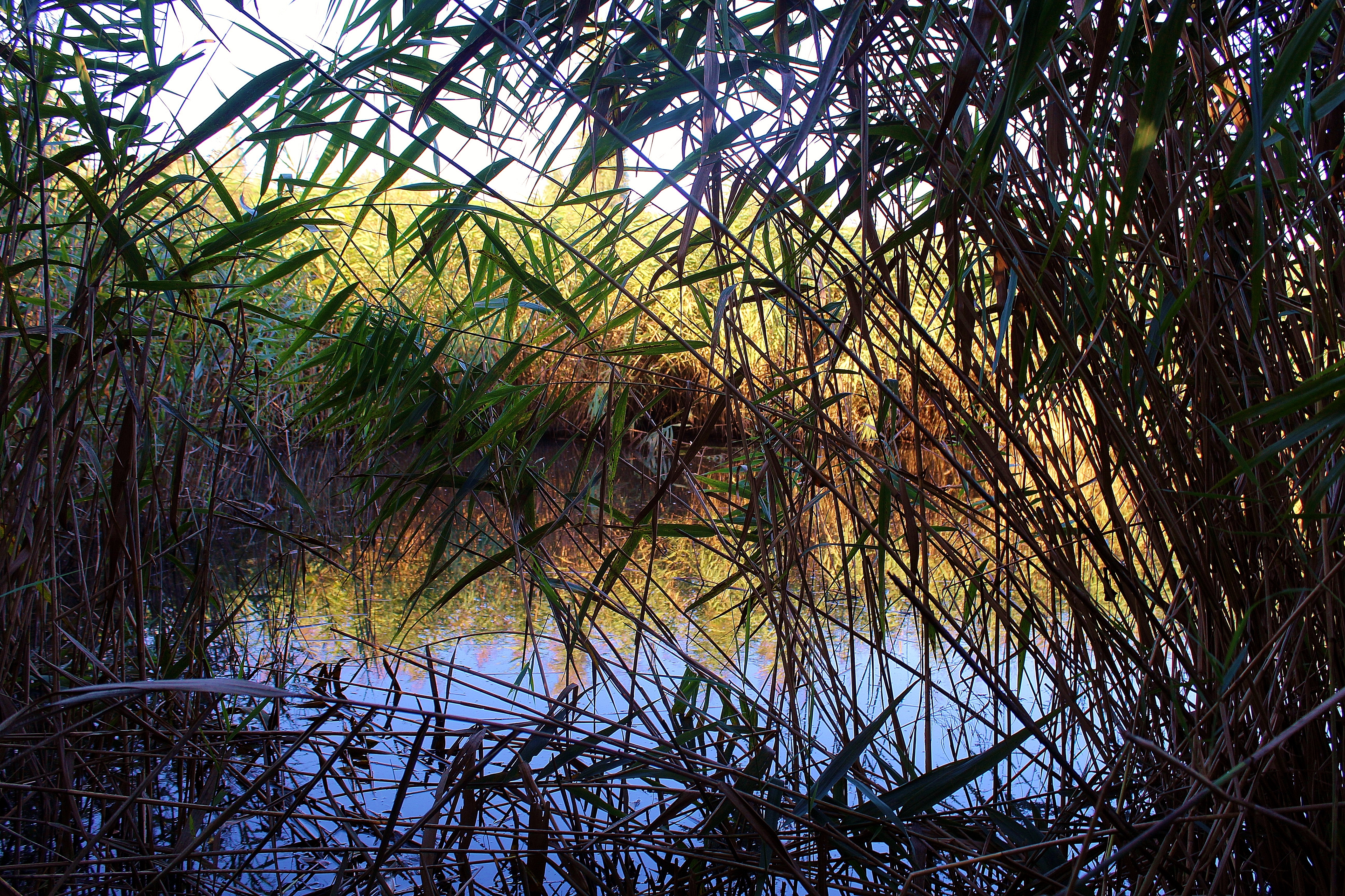
Lo stagno prodotto dalla risorgiva (fontanazzo).

Si tratta di una zona umida che comprende un territorio di circa 7 ettari di estensione, sita nelle vicinanze dell'abitato e, alimentata da una risorgiva (localmente indicata come fontanazzo), negli immediati pressi dell'argine sinistro del fiume Adige, le cui acque la alimentano emergendo in corrispondenza di una stratificazione impermeabile del suolo.

## Fauna
Nell'oasi, grande richiamo per l'avifauna, sono presenti esemplari di germano reale (Anas platyrhynchos),  migliarino di palude (Emberiza schoeniclus), porciglione euroasiatico (Rallus aquaticus), sparviero euroasiatico (Accipiter nisus), tarabusino (Ixobrychus minutus) e tuffetto comune (Tachybaptus ruficollis).
Oltre alle numerose specie di uccelli sono inoltre presenti esemplari di rettili, la tartaruga (o testuggine) terrestre (Testudo hermanni), e anfibi, il tritone crestato  (Triturus cristatus).
Tra le specie più rilevanti stanziali nel sito si annovera la rana di Lataste (Rana latastei), anfibio anuro appartenente alla famiglia Ranidae, diffuso in Europa che secondo le rilevazioni dell'Unione internazionale per la conservazione della natura (International Union for the Conservation of Nature - IUCN) è considerato a rischio.